# Coniopteryx renate
Coniopteryx renate är en insektsart som beskrevs av Walter Rausch och H. Aspöck 1977. Coniopteryx renate ingår i släktet Coniopteryx och familjen vaxsländor. Inga underarter finns listade i Catalogue of Life.